# إضراب معلمي الضفة الغربية 1980-1981
إضراب معلمي الضفة الغربية 1980-1981 كان إضرابًا استمر ثلاثة أشهر لمعلمي المدارس الحكومية في الضفة الغربية الفلسطينية من ديسمبر 1980 إلى مارس 1981.

## تاريخ
في منتصف ديسمبر 1980، قام أكثر من 7000 معلم في المدارس الحكومية الفلسطينية في الضفة الغربية، والذين يتقاضون رواتبهم من قبل الإدارة العسكرية الإسرائيلية، بالإضراب. وتضمنت مطالب المعلمين: زيادة الرواتب بنسبة 100%، وزيادات أخرى في الرواتب مرتبطة بمؤشر تكلفة المعيشة، ووضع حد للسياسة الإسرائيلية التي تمنع أي ترقيات للمعلمين. وطالب المعلمون أيضًا بتوفير معدات ومتخصصين تعليميين أفضل لمدارس الضفة الغربية.
كان الفلسطينيون ممنوعين عمومًا من الإضراب بموجب قوانين الاحتلال الإسرائيلي. ورد الحاكم العسكري للضفة الغربية بنيامين بن إليعازر على الإضراب بإصدار أمر عسكري إسرائيلي يعلن فيه أن الإضراب غير قانوني. لكن القرار لم ينجح في إقناع المعلمين بوقف الإضراب. ومع استمرار الإضراب، لعب رئيس بلدية نابلس بسام الشكعة دوراً كبيراً في مساعدة المعلمين. في أوائل شهر مارس/آذار 1981، انعقد إضراب تجاري واسع النطاق لمدة يوم واحد في جميع مدن الضفة الغربية، بما في ذلك نابلس والخليل وبيت لحم ورام الله والقدس الشرقية، ونظمته لجنة التوجيه الوطني لدعم المعلمين. حاول الجيش الإسرائيلي كسر إضراب التعاطف من خلال كسر أقفال المحلات التجارية التي أغلقت أبوابها بسبب الإضراب وإجبار أصحابها على فتحها. كما تحرك الجيش الإسرائيلي لتفريق المظاهرات التي نظمها الطلاب في شهر مارس/آذار دعماً للإضراب باستخدام الغاز المسيل للدموع.
وفي منتصف شهر مارس/آذار 1981، تم التوصل إلى اتفاق بين المعلمين وبن إليعازر لإنهاء الإضراب. وتضمنت الصفقة زيادات فورية في الرواتب بنسبة 5%، وتعديلاً إضافياً للرواتب بما يتناسب مع مؤشر تكلفة المعيشة، وإنهاء تجميد الترقيات. وفي المجمل، مثلت الصفقة زيادة في أجور المعلمين الفلسطينيين بنحو 75%.
واجه العديد من المنظمين البارزين للإضراب مضايقات من قبل المسؤولين الإسرائيليين بعد انتهاء الإضراب، بما في ذلك طرد أكثر من عشرين معلمًا من قبل الإدارة العسكرية دون سبب. عندما كان متوسط الدرجات للطلاب الفلسطينيين الذين تقدموا لامتحان القبول بالجامعة في التوجيهي عام 1981 أقل مما كان عليه في السنوات السابقة، ألقت الحكومة الإسرائيلية اللوم علناً على إضراب المعلمين.

## ردود الفعل
وأصدرت الحكومة الأردنية، التي كانت لا تزال تدعي السيادة على الضفة الغربية في ذلك الوقت، بيانًا يعارض الإضراب. وبحسب مارك هيلر، فإن إعلان الحكومة الأردنية أدى إلى "صراع غير واضح بين الأردن ومنظمة التحرير الفلسطينية بشأن التعامل مع هذه القضية".

## تحليل
وفقًا للجنة الشؤون الخارجية في مجلس النواب الأمريكي، كان إضراب المعلمين واحدًا من ثلاثة إضرابات رئيسية في الأراضي التي احتلتها إسرائيل في عام 1981، وكان الإضرابان الآخران هما إضراب الأطباء لمدة ثلاثة أسابيع في قطاع غزة في سبتمبر وإضراب عام لدروز مرتفعات الجولان في ديسمبر.
وبحسب الأكاديمي الإسرائيلي ورئيس الاستخبارات العسكرية السابق شلومو غازيت، فإن الإضراب "عكس اتجاهًا جديدًا في النشاط السياسي في الضفة الغربية. وكان أول محاولة لتنظيم وتعزيز النقابات العمالية - التي كان ينبغي أن تكون هيئات غير سياسية، ولكنها ضمت آلاف العاملين في الدولة - وتحويلها إلى قاعدة قوة مؤسسية لمقاومة الاحتلال".